# Universalis Ecclesiae

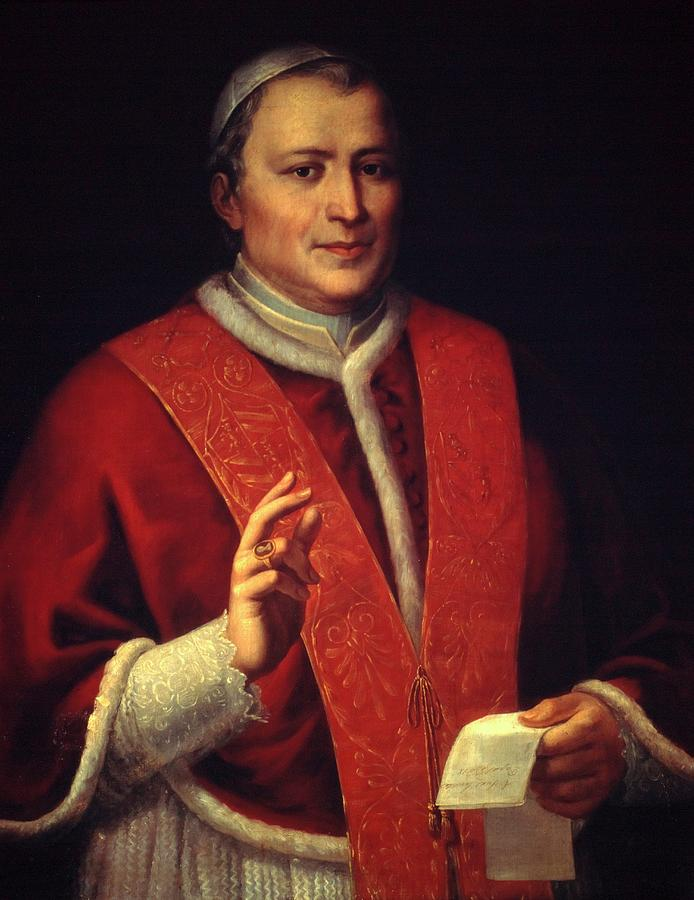
Paus Pius IX

Universalis Ecclesiae is de pauselijke bul waarmee paus Pius IX op 29 september 1850 de bisschoppelijke hiërarchie in Engeland en Wales herstelde. De laatste katholieke bisschop voordien, was benoemd tijdens de regering van Maria I van Engeland. Daarna werd het land overheerst door de Kerk van Engeland en werden de - weinige - katholieken bediend door apostolisch vicarissen. In 1829 had het Britse parlement al een wet aangenomen, de zogenaamde Catholic Relief Act die het - onder andere - mogelijk maakte voor katholieken om zitting te nemen in het parlement. De bul - een voorloper van Ex Qua Die, waarmee Pius twee jaar later de bisschoppelijke hiërarchie in Nederland zou herstellen - strekte tot oprichting van nieuwe (aarts)bisdommen. Anders dan in Nederland, kon de paus niet teruggrijpen op de oude bisdommen van voor de reformatie. Deze werden immers allemaal bezet door Anglicaanse bisschoppen. Zo werd het primaatschap van Engeland en Wales niet toegekend aan Canterbury, maar aan Westminster. Met de bul werden ook twaalf suffragane bisdommen opgericht. 
Meteen na het uitbrengen van deze bul benoemde Pius Nicholas Wiseman tot eerste aartsbisschop van Westminster. Niet lang daarna werd hij kardinaal gecreëerd.